# Dysdera mucronata
Dysdera mucronata este o specie de păianjeni din genul Dysdera, familia Dysderidae, descrisă de Simon, 1910. Conform Catalogue of Life specia Dysdera mucronata nu are subspecii cunoscute.